# Club de Futbol Platges de Calvià
El Club de Futbol Platges de Calvià és un club de futbol del municipi de Calvià (Mallorca, Illes Balears) que juga com a local a la localitat calvianera de Magaluf.

## Història
El club es va fundar l'estiu de 1990 resultat de la fusió dels tres equips més representatius de la costa calvianera: el CADe Peguera, el CE Santa Ponça, i el CE Maganova.

### CADe Peguera
El Club Artístic i Esportiu Peguera (en castellà Club Artístico Deportivo Paguera) fou una associació cultural i esportiva de Peguera (Calvià) fundada el 1969, deu anys després que començàs la urbanització de la localitat. L'any 1976 va ser el primer que va començar a competir federada la secció de futbol. Quatre anys més tard, el 1980, l'associació es dissolgué, i només en romangué la secció esportiva, la qual esdevengué sinònima de la totalitat de l'entitat.
D'ençà de la fundació, el club no havia deixat d'ascendir categories: en cinc anys havia assolit la Regional Preferent per mitjà de tres ascensos, i després de mantenir-se sis anys a la categoria va pujar a tercera divisió, la categoria en què es trobava el moment de la fusió. El club vestia de camiseta verda i calçons i calces blancs, i jugava al camp des Pas de ses Llebres.
Actualment, la localitat està representada per l'Atlètic de Peguera, fundat anys després de la desaparició del CADe.

#### Temporades del CADe
| - 1976-77: Tercera Regional (grup B) (14è) - 1977-78: Tercera Regional (grup A) (2n) - 1978-79: Segona Regional (8è) - 1979-80: Primera Regional (5è) - 1980-81: Primera Regional (3r) | - 1981-82: Regional Preferent (7è) - 1982-83: Regional Preferent (3r) - 1983-84: Regional Preferent (3r) - 1984-85: Regional Preferent (4t) - 1985-86: Regional Preferent (11è) | - 1986-87: Regional Preferent (5è) - 1987-88: 3a Divisió (13è) - 1988-89: 3a Divisió (5è) - 1989-90: 3a Divisió (4t) |

### CE Santa Ponça
El Club Esportiu Santa Ponça (en castellà Club Deportivo Santa Ponsa), de la localitat de Santa Ponça, havia estat fundat l'any 1982, i també va assolir bons resultats molt ràpidament: amb només cinc anys havien aconseguit d'ascendir a la segona divisió B, categria en la qual varen militar la temporada 1988-89. En el moment de la fusió, l'equip havia descendit i es trobava a tercera divisió. Vestia de camiseta verda i calçons i calces blancs, i jugava al Camp Municipal de Santa Ponça.
Actualment, la localitat la representa el Santa Ponça Club de Futbol, fundat l'any 2010, i té les mateixes senyes d'identitat (camp, escut i colors) que el CE Santa Ponça.

#### Temporades del CE Santa Ponça
| - 1982-83: Tercera Regional (1r) - 1983-84: Segona Regional (2n) - 1984-85: Segona Regional (1r) | - 1985-86: Primera Regional (2n) - 1986-87: Regional Preferent (2n) - 1987-88: 3a Divisió (1r) | - 1988-89: 2a Divisió B (20è) - 1989-90: 3a Divisió (8è) |

### CE Maganova
El Club Esportiu Maganova-Juve (en castellà Club Deportivo Maganova-Juve), de la conurbació que formen Palmanova i Magaluf, havia nascut l'estiu de 1987 com a resultat de la fusió entre dos clubs, el Maganova i el Juve (de sa Vileta). El Club Esportiu Maganova (en castellà Club Deportivo Maganova) havia estat fundat un any abans, el 1986, i era una entitat esportiva que tenia llurs orígens en l'Associació Cultural Esportiva Maganova, la qual, a més del futbol, desenvolupà el ciclisme, el tennis i el judo entre altres activitats. El nou club, que havia començat la seva història a Primera Regional (la categoria en què es trobava el Juve en el moment de la fusió), havia encadenat dos ascensos seguits, de manera que, en el moment de la fusió, també es trobava a la tercera divisió.
Jugava al camp de sa Porrassa, i vestia de camiseta vermella i calçons i calces blancs. Després de la fusió no han aparegut nous clubs a la localitat, pel fet que, precisament, el club resultant jugava a la mateixa localitat que l'antic Maganova.

#### Temporades del CE Maganova-Juve
| - 1987-88: Primera Regional (1r) | - 1988-89: Regional Preferent (1r) | - 1989-90: 3a Divisió (6è) |

### El Platges de Calvià
La fusió es va dur a terme l'estiu de 1990, després que tots tres equips s'havien assegurat una plaça a tercera divisió. Es tractà d'una fusió iniciativa dels dirigents que tenia el suport de l'Ajuntament de Calvià, amb la finalitat d'obtenir un equip de futbol de primer nivell per a representar el municipi (el segon més poblat de Mallorca). Fins aleshores, el club que havia mirat de representar les diverses urbanitzacions modernes del municipi havia estat el CE Calvià, que fins i tot havia canviat de nom a Costa de Calvià, però el club jugava els partits de titular a la vila de Calvià i això el feia més llunyà als seguidors d'aquests nous nuclis turístico-residencials. La dècada dels vuitanta, aquestes localitats s'organitzaren i crearen nous clubs, que obtengueren tan bons resultats que ràpidament coincidiren a tercera. Les dificultats per superar la categoria dugueren els clubs a pensar que la millor solució era unificar forces.
L'equip va passar els primers anys lluitant per l'ascens a segona B, però no hi reeixí mai. Després d'una dècada més modesta, va baixar a Preferent el 2006.
La temporada 2015-16 va acabar amb descens esportiu a Regional Preferent. No obstant això, i per a evitar el descens, el club va decidir de comprar els drets federatius del CE Montuïri i absorbir l'entitat, la qual tenia problemes econòmics greus i va acabar per desaparèixer. D'aquesta manera, el CF Platges de Calvià va aconseguir de mantenir la categoria, competint amb la plaça del Montuïri. Al seu torn, la plaça a Preferent la va ocupar el filial del Platges.

## Dades del Club

### Temporades[6]
| - 1990-91: 3a Divisió (1r) - 1991-92: 3a Divisió (6è) - 1992-93: 3a Divisió (4t) - 1993-94: 3a Divisió (5è) - 1994-95: 3a Divisió (5è) - 1995-96: 3a Divisió (2n) - 1996-97: 3a Divisió (11è) - 1997-98: 3a Divisió (13è) - 1998-99: 3a Divisió (8è) - 1999-00: 3a Divisió (10è) - 2000-01: 3a Divisió (10è) - 2001-02: 3a Divisió (11è) - 2002-03: 3a Divisió (11è) - 2003-04: 3a Divisió (14è) | - 2004-05: 3a Divisió (15è) - 2005-06: 3a Divisió (18è) - 2006-07: Regional Preferent (14è) - 2007-08: Regional Preferent (10è) - 2008-09: Regional Preferent (9è) - 2009-10: Regional Preferent (5è) - 2010-11: Regional Preferent (4t) - 2011-12: 3a Divisió (18è) - 2012-13: Regional Preferent (2n) - 2013-14: 3a Divisió (12è) - 2014-15: 3a Divisió (17è) - 2015-16: 3a Divisió (18è) (a) - 2016-17: 3a Divisió (7è) - 2017-18: 3a Divisió (5è) - 2018-19: 3a Divisió (6è) |

 - Campionat de Lliga 

 - Ascens 

 - Descens
(a) la temporada 2015-16 va acabar amb descens esportiu a Regional Preferent. No obstant això, i per a evitar el descens, el club va decidir de comprar els drets federatius del CE Montuïri i absorbir l'entitat, la qual tenia greus problemes econòmics i va acabar per desaparèixer.

## Exjugadors
Diversos futbolistes professionals han passat per les categories inferiors del club, com ara Xisco, Juan Carlos Sánchez, Dani Nieto (1998-2005) o Marco Asensio (2003-2006)